# Get What You Deserve
Get What You Deserve (с англ. — «Получи то, что заслужил») — шестой студийный альбом немецкой трэш-метал группы Sodom, выпущенный 10 января 1994 года на лейбле Steamhammer/SPV. Это был последний альбом группы с гитаристом Энди Брингзом и их первый релиз с барабанщиком Гвидо «Atomic Steif» Рихтером, который заменил одного из основателей группы Кристиана «Witchhunter» Дудека. На Get What You Deserve продолжает экспериментировать со своим звучанием, хотя он обходит стороной элементы дэт-метала, начатые на своём предшественнике Tapping the Vein в пользу подхода с большим влиянием кроссовера/хардкор-панка.

## Список композиций
| №                   | Название                                  | Автор(ы)                               | Длительность |
| ------------------- | ----------------------------------------- | -------------------------------------- | ------------ |
| 1.                  | «Get What You Deserve»                    | Томас Зух                              | 3:44         |
| 2.                  | «Jabba the Hut»                           | Томас Зух                              | 2:29         |
| 3.                  | «Jesus Screamer»                          | Энди Брингз                            | 1:42         |
| 4.                  | «Delight in Slaying»                      | Томас Зух                              | 2:40         |
| 5.                  | «Die Stumme Ursel»                        | Томас Зух                              | 3:47         |
| 6.                  | «Freaks of Nature»                        | Томас Зух                              | 2:07         |
| 7.                  | «Eat Me»                                  | Брингз                                 | 3:22         |
| 8.                  | «Unbury the Hatchet»                      | Томас Зух                              | 2:28         |
| 9.                  | «Into Perdition»                          | Томас Зух                              | 2:45         |
| 10.                 | «Sodomized»                               | Томас Зух                              | 2:43         |
| 11.                 | «Fellows in Misery»                       | Томас Зух                              | 2:18         |
| 12.                 | «Tribute to Moby Dick» (инструментальная) | Томас Зух, Гвидо Рихтер, Брингз        | 4:21         |
| 13.                 | «Silence Is Consent»                      | Томас Зух                              | 2:30         |
| 14.                 | «Erwachet»                                | Брингз                                 | 2:17         |
| 15.                 | «Gomorrah»                                | Томас Зух                              | 2:19         |
| 16.                 | «Angel Dust» (кавер на Venom)             | Конрад Лант, Джеффри Данн, Энтони Брей | 2:39         |
| Общая длительность: | Общая длительность:                       | Общая длительность:                    | 44:15        |

## Участники записи
- Томас Зух — вокал, бас-гитара
- Энди Брингз — гитара
- Гвидо Рихтер — ударные